# Eidsvoll
Eidsvoll (fino al 1918 Eidsvold) è un comune e una cittadina situata nella contea di Akershus, in Norvegia. Capoluogo del comune è il centro abitato di Sundet (5 946 abitanti).
I confini attuali risalgono al 1964, anno in cui vennero uniti i comuni di Eidsvoll e Feiring. Il principale centro abitato è la cittadina di Råholt (13 932 abitanti). 
Dal 1º gennaio 2020 al 31 dicembre 2023 ha fatto parte della contea di Viken.

## Geografia fisica
Il comune di Eidsvoll si trova nella parte sudorientale del paese, all'estremo meridionale del lago Mjøsa e a cavallo del fiume Vorma, emissario del lago. Il territorio comunale si estende a settentrione del capoluogo Sundet.

## Storia
Eidsvoll è spesso menzionata in alcuni manoscritti vichinghi. Nell'XI secolo diventò sede di un'assemblea (chiamata Eidsivating) che riuniva i territori della Norvegia orientale. 
Grazie alla sua posizione favorevole sul fiume Vorma e vicino al lago Mjøsa, Eidsvoll diventò un punto di passaggio da Oslo verso le zone interne. Nel 1624 Cristiano IV di Danimarca fece costruire qui una fonderia di ferro (Eidsvoll Verk) e nel 1758 venne anche trovato l'oro dando così inizio a una breve "corsa all'oro". Ma Eidsvoll è diventata celebre nella storia norvegese per il fatto che qui, in un edificio chiamato Eidsvollsbygningen, si riunì sal 10 aprile al 20 maggio del 1814 l'assemblea costituente della Norvegia che il 17 maggio firmò la prima costituzione norvegese.
Nel 1854 fu realizzata la prima linea ferroviaria norvegese tra Eidsvoll e Oslo. Attualmente la principale attività economica è quella agricola.

## Monumenti e luoghi d'interesse

### Architetture religiose
- Eidsvoll kirke, edificio romanico im muratura considerata una delle più antiche chiese norvegesi a croce latina e probabilmente edificata sui resti di un antico edificio in legno. Risale all'XI secolo. [4]

### Architetture civili
- Eidsvollsbygningen, in passato residenza del proprietario della fonderia di ferro Eidsvoll Verk è una residenza signorile in stile neoclassico divenuta simbolo nazionale per aver ospitato l'assemblea costitutente nel 1814.
- Bygdemuseet un museo diffuso e all'aria aperta che comprende 28 edifici storici.

Nel 1846 vi nacque Hans Langseth, detentore del record per la barba più lunga del mondo.